# Сьвеліґув
Сьвеліґув (пол. Świeligów) — село в Польщі, у гміні Острув-Велькопольський Островського повіту Великопольського воєводства.
Населення — 299 осіб (2011).
У 1975-1998 роках село належало до Каліського воєводства.

## Демографія
Демографічна структура станом на 31 березня 2011 року:
|          | Загалом | Допрацездатний вік | Працездатний вік | Постпрацездатний вік |
| -------- | ------- | ------------------ | ---------------- | -------------------- |
| Чоловіки | 152     | 34                 | 99               | 19                   |
| Жінки    | 147     | 26                 | 89               | 32                   |
| Разом    | 299     | 60                 | 188              | 51                   |